# ۹۱ (پیش از میلاد)
۹۱ (پیش از میلاد) ۹۱مین سال قبل از تقویم میلادی است.